# يجور فيالتسيف
يجور فيالتسيف (بالروسية: Вяльцев, Егор Иванович) مواليد 10 أكتوبر 1985 في فورونيج، الاتحاد السوفيتي، هو لاعب كرة سلة روسي. بدأ مسيرته الاحترافية في سنة 2003. يلعب مع خيمكي. يحمل الرقم 9. يبلغ طوله 6 قدم 4 بوصة (1.9 م).

## المسيرة الاحترافية
لعب مع نادي سسكا موسكو لكرة السلة في الدوري الروسي في موسم 2003–2004، ثم لعب مع زينيت سانت بطرسبرغ من سنة 2007 إلى 2011، ثم لعب مع خيمكي في الدوري الروسي في سنة 2011.

## روابط خارجية
- يجور فيالتسيف على موقع الاتحاد الدولي لكرة السلة (الإنجليزية)
- يجور فيالتسيف على موقع الدوري الأوروبي لكرة السلة (الإنجليزية)
- يجور فيالتسيف على موقع كرة السلة الأوروبية.كوم (الإنجليزية)
- يجور فيالتسيف على موقع ريلجم (الإنجليزية)
- يجور فيالتسيف على موقع بروبوليرز (الإنجليزية)
- يجور فيالتسيف على موقع سبورتس رفرنس (الإنجليزية)